# Che Wej-fang
Che Wej-fang (čínsky 贺卫方, pchin-jin Hè Wèifāng, * 17. června 1960) je profesor na Čínské lidové univerzitě v Pekingu, právník, disident a aktivista usilující o reformu čínského soudního systému, argumentující tím, že Komunistická strana Číny je neregistrovaná a tudíž nelegální organizace.

## Životopis

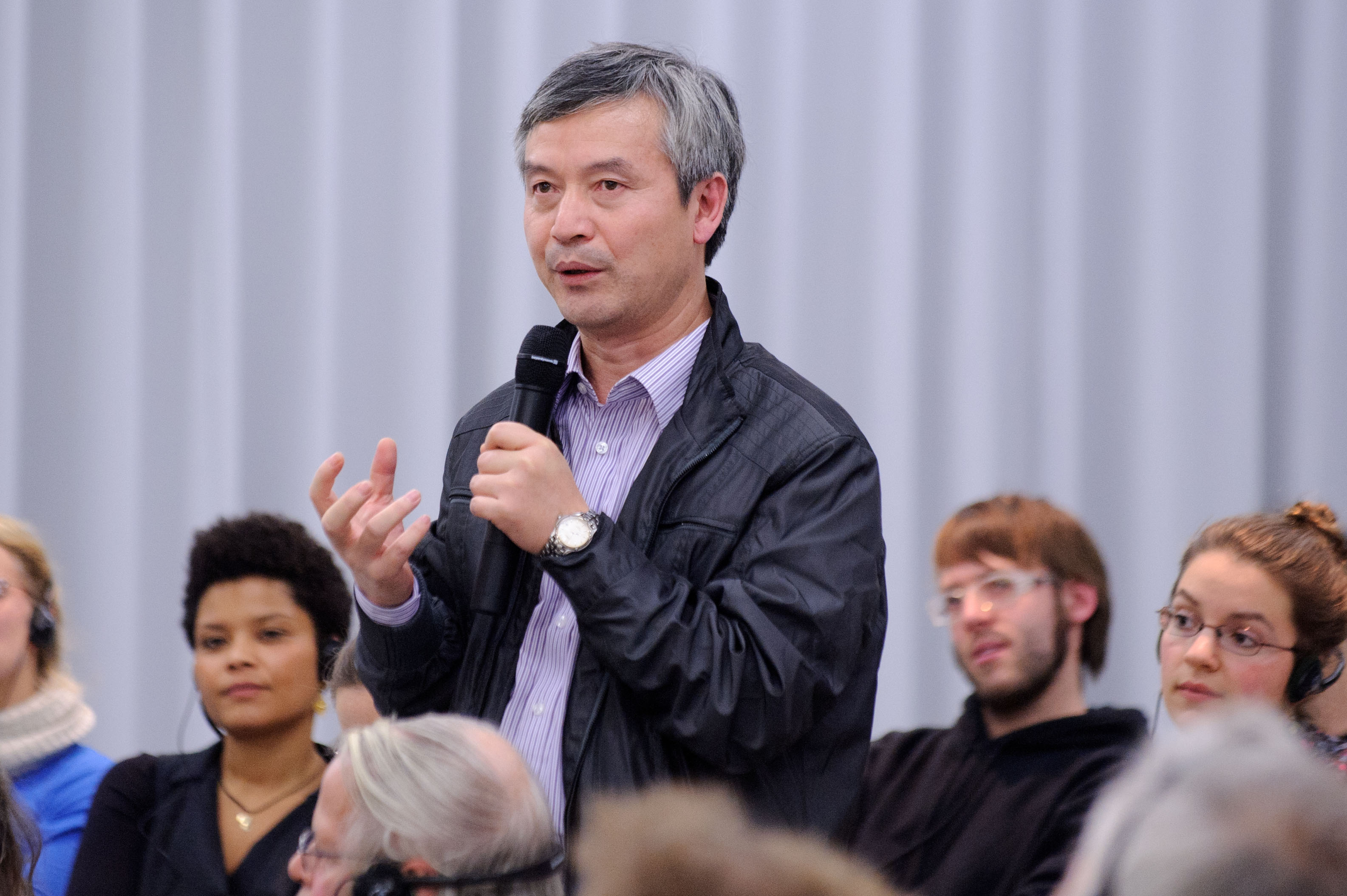
Che Wej-fang přednáší (2011)

Právnické vzdělání získal na Jihozápadní univerzitě politologie a práv a Čínské univerzitě politických věd a práv. V letech 1985 až 1995 působil jako docent na Čínské univerzitě politických věd a práv, poté se stal profesorem a Ph.D. na Čínské lidové univerzitě.
Od roku 1992 se snaží bojovat o reformu čínského soudního systému. Napsal mnoho prací o důležitosti modernizace čínského soudního systému a vysloužil si tím přezdívku „Justice Che“. Taktéž vyzval k sociálním reformám a nastolil myšlenku rozdělení KSČ. Spolu s dalšími právníky také vyzval Stálý výbor Všečínského shromáždění lidových zástupců, aby v Číně ukončil tzv. „převýchovu prostřednictvím práce“.
Podepsal a veřejně podporoval Chartu 08 napsanou čínským aktivistou Liou Siao-poem. Kvůli tomu byl donucen k rezignaci na svou funkci na Čínské lidové univerzitě. V roce 2008 přijal nabídku stát se děkanem právnické fakulty Čeťiangské univerzity, avšak komunistická strana donutila školu nabídku stáhnout. Che byl přeřazen na nevýznamnou pozici ve vzdáleném městě Shihezi.
Dne 6. října 2008 přednesl projev na Stockholmské univerzitě projev týkající se reformy zákona o organizaci čínského soudu a o svobodě projevu. V listopadu 2010 mu nebylo umožněno vycestovat ze země, šlo o snahu čínské vlády zabránit přátelům Liou Siao-poa na účasti na ceremoniálu Nobelovy ceny míru.
V lednu 2011 mu bylo umožněno vrátit se na Čínskou lidovou univerzitu. Americký časopis Foreign Policy jej vybral jako jednoho ze „100 nejlepších myslitelů na světě“. Od roku 2017 mu byly opět cenzurovány sociální sítě. V květnu 2017 jeho profil na sociální síti Weibo a v září 2019 byl zablokován jeho profil na síti WeChat. V únoru 2022 smazal Tencent již v pořadí šestý profil Che Wej-fanga na WeChat, přestože byl registrován pod pseudonymem "old crane" (starý jeřáb). V pro South China Morning Post Che Wej-fang uvedl, že si zaregistroval sedmý profil aby zjistil, jaká bude reakce operátora. V případě dalšího zrušení zvažuje právní kroky, neboť "soukromá společnost" nemůže svévolně rozhodovat o tom, kdo může a nemůže mít účet na sociální síti. Jeho narážka na vládu je zřejmá.